# Боржеш, Нуну (теннисист)
Нуну Боржеш (порт. Nuno Borges; португальское произношение: [ˈnunu ˈβɔɾʒɨʃ]; род. 19 февраля 1997, Мая) — португальский теннисист; победитель двух турниров ATP (из них один в одиночном разряде).
С 2021 года Боржеш представляет Португалию на Кубке Дэвиса.

## Спортивная карьера

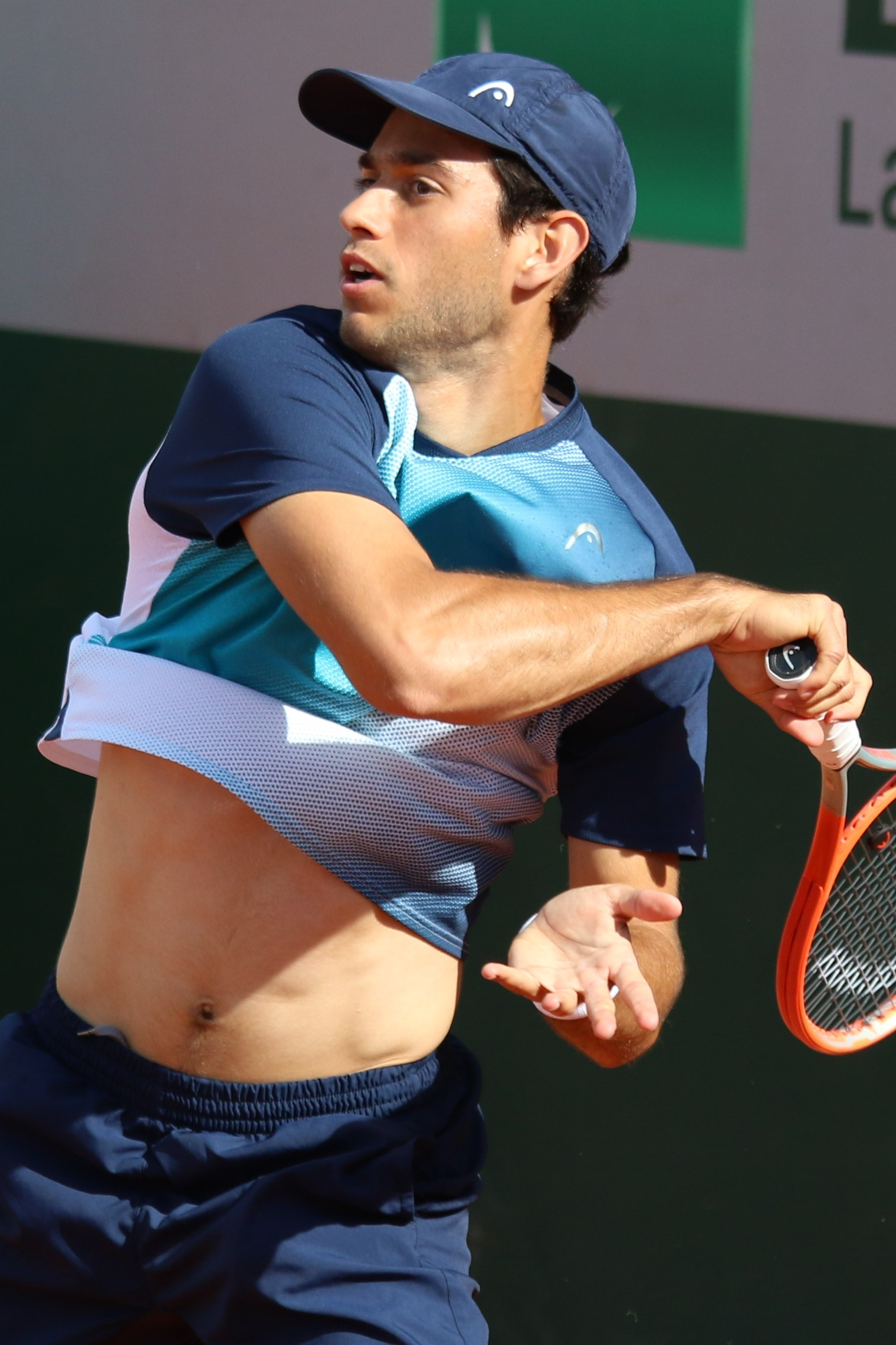
2022 год

Боржеш добился наивысшего для себя 63-го места в мире (10 апреля 2023 года) и 69-го места в парном разряде, достигнутого 19 сентября 2022 года. Также он добивался 44-го номера в рейтинге ITF среди юниоров (13 апреля 2015 года). В настоящее время он является португальским игроком № 1 в мировом рейтинге.
На Ролан Гаррос 2022 года Боржеш дебютировал на турнирах серии Большого шлема.
На Открытом чемпионате Австралии 2024 года впервые в карьере вышел в 4-й круг турнира Большого шлема в одиночном разряде. В 3-м круге Боржеш сумел обыграть 13-ю ракетку мира Григора Димитрова со счётом 6-7(3-7) 6-4 6-2 7-6(8-6), и выйти в 1/8 финала турнира, где встретился с россиянином Даниилом Медведевым (3-6 6-7 (4-7) 7-5 1-6). Ранее Боржеш 7 раз играл в основной сетке турниров Большого шлема и сумел выиграть всего два матча в одиночном разряде. По итогам турнира впервые в карьере вошёл в топ-50 рейтинга, поднявшись на 47-ю строчку.
После Уимблдона португалец выступил на турнире АТП в шведском Бостаде, где выиграл свой первый титул АТП, в финале победив 38-летнего Рафаэля Надаля со счетом 6-3 6-2. Надаль проиграл финал турнира на грунте впервые с 2015 года, до этого была серия из 17 побед подряд. В результате Боржеш поднялся в рейтинге на 42-ю позицию.
На Открытом чемпионате США 2024 года в третьем круге отыграл три матчбола в игре против Якуба Меншика и победил в пяти сетах. В 4-м круге был разгромлен Даниилом Медведевым — 0-6 1-6 3-6. По итогам турнира поднялся на высшее в карьере 30-е место в рейтинге.
Выступает под руководством тренера Руя Машаду.

## Рейтинг на конец года
| Год  | Одиночный рейтинг | Парный рейтинг |
| 2023 | 66                | 223            |
| 2022 | 112               | 117            |
| 2021 | 194               | 159            |
| 2020 | 398               | 517            |
| 2019 | 675               | 964            |
| 2018 | 636               |                |
| 2017 | 539               | 764            |
| 2016 | 1293              |                |
| 2015 | 1282              | 1104           |
| 2014 | 1970              | 1553           |

## Выступления на турнирах

### Финалы турнировATPв одиночном разряде (1)

#### Победа (1)
| Легенда                     |
| --------------------------- |
| Турниры Большого шлема (0)* |
| Итоговый турнир ATP (0)     |
| Мастерс (0)                 |
| АТР 500 (0)                 |
| АТР 250 (1+1)               |

| Титулы по покрытиям | Титулы по месту проведения матчей турнира |
| ------------------- | ----------------------------------------- |
| Хард (0)*           | Зал (0)                                   |
| Грунт (1+1)         | Зал (0)                                   |
| Трава (0)           | Открытый воздух (1+1)                     |
| Ковёр (0)           | Открытый воздух (1+1)                     |

* количество побед в одиночном разряде + количество побед в парном разряде.
| №  | Дата         | Турнир         | Покрытие | Соперник в финале | Счёт    |
| 1. | 21 июля 2024 | Бостад, Швеция | Грунт    | Рафаэль Надаль    | 6-3 6-2 |

### Финалы турнировATPв парном разряде (1)

#### Победа (1)
| №  | Дата       | Турнир              | Покрытие | Партнёр          | Соперник в финале                | Счёт    |
| 1. | 1 мая 2022 | Кашкайш, Португалия | Грунт    | Франсишку Кабрал | Максимо Гонсалес Андре Йёранссон | 6-2 6-3 |